# Alicja Puszka
Alicja Puszka (ur. 5 września 1960 w Świdniku, zm. 1 sierpnia 2019 w Katowicach) – polska historyk, nauczyciel akademicki, doktor habilitowany nauk humanistycznych.

## Życiorys
W latach 1979-1984 odbyła studia w historii na Katolickiego Uniwersytetu Lubelskiego) (praca magisterska pt. Zasobność dworów szlacheckich w powiecie lubelskim w II połowie XVII wieku; promotor: Wiesław Müller). Zatrudniona na KUL od 1987 roku. Doktorat w 1997 w Instytucie Historycznym UW (dysertacja pt. Nauczyciele historii i geografii w Galicji w okresie autonomii (1868–1914); promotor: Jerzy Maternicki). Habilitacja w 2014 na KUL na podstawie rozprawy pt. Działalność opiekuńczo-wychowawcza Zakonu Sióstr Miłosierdzia Wincentego à Paulo w Lublinie w XIX i XX wieku. Pracowała w Katedrze Historii XVI–XVIII wieku w Instytucie Historii Katolickiego Uniwersytetu Lubelskiego Jana Pawła II. Zajmowała się historią szkolnictwa na ziemiach polskich w XIX i XX w. oraz dydaktyką nauczania historii. Działała w Kole PTTK Nr 1 przy KUL, którego była kuratorem.
Odznaczona Medalem Komisji Edukacji Narodowej. Została pochowana w Kazimierzówce.

## Publikacje
- Nauczyciele historii i geografii państwowych szkół średnich w Galicji w okresie autonomii (1868–1914), Lublin: TNKUL 1999.
- (współautor: Joanna Szady), Dom Dziecka imienia Janusza Korczaka w Lublinie w latach 1855–2010: księga jubileuszowa z okazji 155. rocznicy powstania Placówki, Lublin: Wydawnictwo Werset 2011.
- Działalność opiekuńczo-wychowawcza Zakonu Sióstr Miłosierdzia Wincentego à Paulo w Lublinie w XIX i XX wieku, Lublin: Wydawnictwo KUL 2013.